# Cervinara
Cervinara è un comune italiano di 8 669 abitanti della provincia di Avellino in Campania. Il capoluogo, un tempo corrispondente alla frazione Castello, si è ormai espanso comprendendo frazioni vicine come Valle e Ferrari, e il toponimo Cervinara identifica adesso tutto il centro urbano; di conseguenza non si tratta più di un comune sparso.

## Storia
La leggenda vuole che il nome Cervinara derivi da un altare dedicato dai Romani a Cerere, dea delle messi. Il toponimo compare, per la prima volta, in un documento dell'837 che descrive la donazione del "castrum quod dicitur Cerbinaria in Caudetanis" al principe beneventano Sicardo da parte dei monaci di San Vincenzo al Volturno.
Il borgo, probabilmente, sorse tra il IX e il X secolo d.C., in età longobarda, quando le popolazioni si concentrarono, dalle campagne, intorno al borgo fortificato in località Castello. Cervinara ebbe numerosi feudatari, tra cui i Della Leonessa, i Filangieri, i Carafa, i Caracciolo ed i Sant'Eramo. Dal Feudalesimo fino agli inizi dell'Ottocento Cervinara conobbe un forte sviluppo agricolo, soprattutto grazie alla particolare fertilità del suolo.
Durante il Risorgimento il paese contribuì ai moti liberali del 1820 e del 1848, quando i carbonari decisero di partire proprio da Cervinara per marciare su Napoli ed instaurarvi la Repubblica. Ma i fermenti rivoluzionari non riuscirono mai a coinvolgere la maggioranza della popolazione, anzi, il paese, il 29 e 30 novembre 1860, si schierò dalla parte dei Borbone ed insorse contro il governo piemontese che giungeva nel Regno di Napoli per occuparlo.
Ebbe, così, inizio il periodo del brigantaggio, che si configurò come una vera e propria guerra partigiana. Le bande di Cipriano e Giona La Gala, scelsero come rifugio i monti sovrastanti il paese per combattere contro l'invasore
A causa di intense piogge il 16 dicembre 1999 una frana fangosa si abbatté sulle frazioni di Ioffredo e Castello. Tale sciagura, nota come alluvione della Valle Caudina del 1999, causò cinque vittime e distrusse o danneggiò vari edifici.

## Monumenti e luoghi d'interesse

### Architetture religiose
- Abbazia di San Gennaro nella frazione Ferrari; costruita intorno al 1100, è ora consacrata a Santuario Diocesano della Madonna Addolorata.
- Chiesa di San Nicola a Ioffredo-Castello, dove ancora lì si trova la Confraternite della Santissima Immacolata costituita nel 1894.
- Chiesa del Carmelo, in Piazza Trescine
- Chiesa di San Potito
- Chiesa di Sant'Adiutore, ai Salomoni
- Chiesa di Santa Maria della Valle
- Chiesa di San Marciano
- Chiesa della Divina Misericordia, a San Marciano
- Chiesa della Madonna di Montevergine, a Pantanari
- Chiesa di San Rocco, a Ferrari
- Cappella di San Biagio, sulle pendici del Monte Pizzone
- Chiesa rurale dei Santi Cosma e Damiano

### Architetture civili
- Palazzo Marchesale, edificato a Ferrari nella seconda metà del XVI secolo.
- Palazzo Finelli, ai Salomoni
- Palazzo Marchese, ai Salomoni
- Palazzo Bizzarro, alla Pirozza
- Palazzo municipale
- Ex carcere, ora ufficio locale dell'INPS
- Villa comunale

### Architetture militari

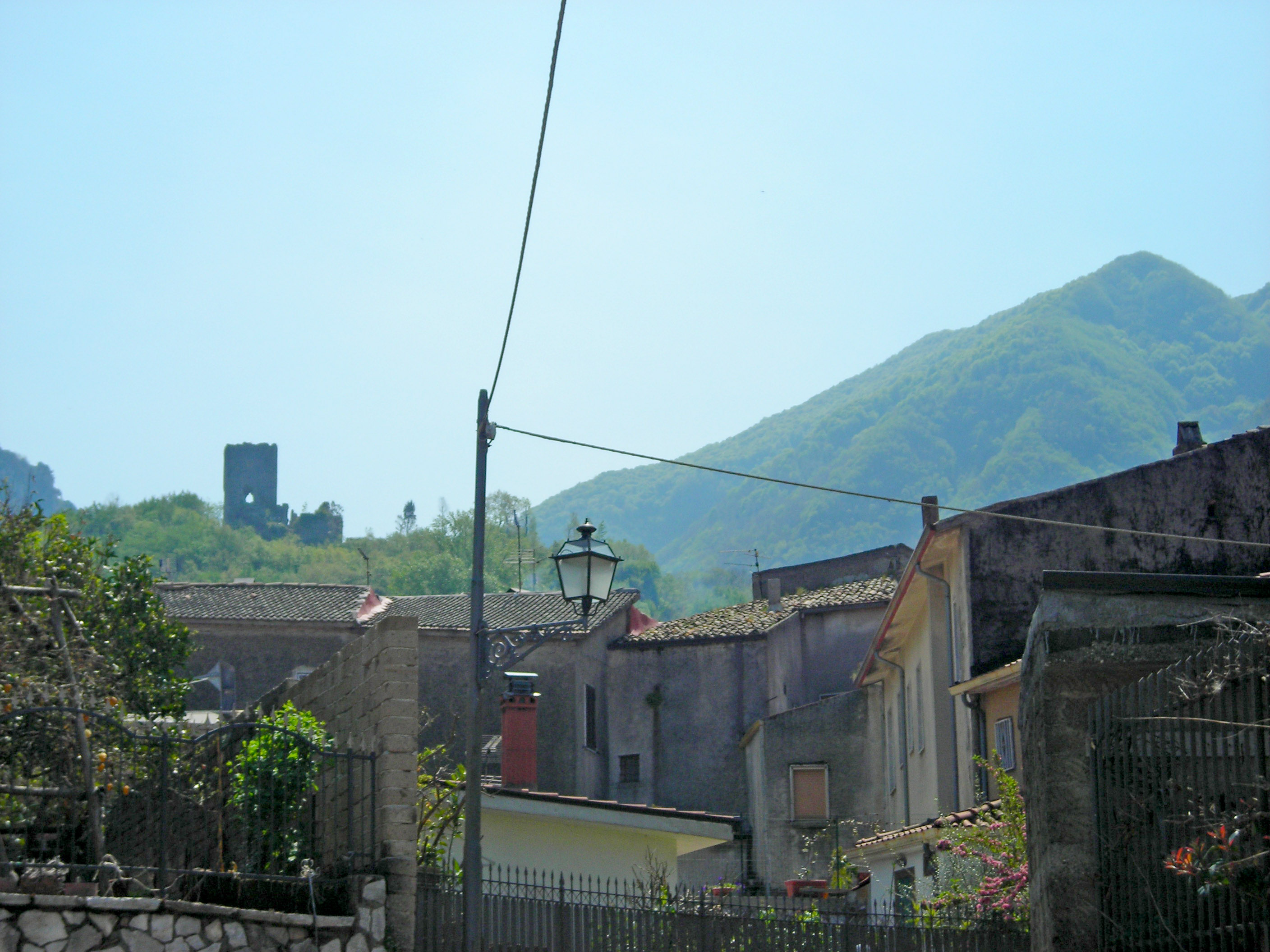
Scorcio della frazione Castello e del torrione longobardo

- Torrione medievale diroccato, in cima alla frazione Castello.

### Aree naturali
- Aree di montagna, protette del Parco regionale del Partenio e ricche di boschi e di percorsi per escursioni. Sono presenti alcune sorgenti, come l'Acqua Rossa, il Pisciariello, dall'acqua molto fredda e potabile. Ai confini del territorio comunale, lungo la cresta delle montagne, è la Piana di Lauro (a circa 1 110 metri di altitudine): in condizioni atmosferiche favorevoli, da qui si gode di un ampio panorama sul Napoletano, in particolare sul Vesuvio.

## Società

### Evoluzione demografica
Abitanti censiti

### Etnie e minoranze straniere
Al 31 dicembre 2010 nel territorio di Cervinara risultano residenti 194 cittadini stranieri. Le comunità più numerose sono quelle di:
- Marocco 83
- Ucraina 37
- Romania 29
- Albania 12

fonte Istat

## Cultura

### Cucina
Tra i piatti tipici locali si annoverano le lavanelle (rigorosamente fatte in casa) con i fagioli, la menesta 'o pignato, i fusilli, gli gnocchi, la carne paesana, ruocculi e sasicchie, diversi tipi di cacciagione, cinghiale, fagiani, patate alla brace, peperoni arrostiti, dolci fatti con le castagne, funghi porcini, tartufi, vini locali (Aglianico in primis).
Piatto tipico e antico ma quasi scomparso sono i ravioli farciti con ricotta e zucchero serviti con sugo al pomodoro fresco. Tale pietanza rappresenta la tradizione di Cervinara. Ciò è dimostrato anche dal fatto che in passato l'agrodolce caratterizzava la cucina tipica dell'Irpinia.

### Media
Hanno sede a Cervinara l'emittente televisiva locale Retesei e il periodico Il Caudino.

## Economia
Le risorse principali del paese oggi sono l'agricoltura ed il commercio. In misura minore è ancora presente l'artigianato, benché sia un'attività che va scomparendo. Il terreno assai fertile produce fagioli di ottima qualità, tabacco, uva da vino (Aglianico, Falanghina) e frutta, in particolare ciliegie e mele annurche. La montagna, poi, produce castagne, funghi porcini e tartufi neri, di tipo scorzone.
Alla montagna è legata anche la produzione di carbone e di legna da ardere.
Il paese, da qualche decennio, subisce un sensibile spopolamento causato, soprattutto, dall'emigrazione degli abitanti più giovani in cerca di lavoro verso il Nord ed il Centro Italia.

## Infrastrutture e trasporti
Il comune è servito dalla stazione di Cervinara, sulla ferrovia Benevento-Cancello, ed è interessato dalle strade provinciali 153, 228, 247 e 268.

## Amministrazione
Sindaci di Cervinara
| Periodo | Periodo   | Primo cittadino   | Partito                   | Carica            | Note |
| ------- | --------- | ----------------- | ------------------------- | ----------------- | ---- |
| 1989    | 1990      | Piero Ucci        |                           | Comm. prefettizio |      |
| 1990    | 1992      | Giuseppe Ricci    | Democrazia Cristiana      | Sindaco           |      |
| 1992    | 1993      | Pasquale Lombardi | Democrazia Cristiana      | Sindaco           |      |
| 1993    | 1993      | Mario Bizzarro    | Democrazia Cristiana      | Sindaco           |      |
| 1994    | 1994      | Francesco Starace | Democrazia Cristiana      | Sindaco           |      |
| 1994    | 1994      | Salvatore Palma   |                           | Comm. prefettizio |      |
| 1994    | 1998      | Francesco Cioffi  | Partito Popolare Italiano | Sindaco           |      |
| 1998    | 1999      | Alda Lanni        | Partito Popolare Italiano | Sindaco           |      |
| 1999    | 2000      | Salvatore Palma   |                           | Comm. prefettizio |      |
| 2000    | 2005      | Franco Cioffi     | L'Ulivo                   | Sindaco           |      |
| 2005    | 2010      | Franco Cioffi     | L'Unione                  | Sindaco           |      |
| 2010    | 2015      | Filuccio Tangredi | Partito Democratico       | Sindaco           |      |
| 2015    | 2020      | Filuccio Tangredi | Liste civiche (PD)        | Sindaco           |      |
| 2020    | in carica | Caterina Lengua   | Liste civiche (PD)        | Sindaco           |      |

### Gemellaggi
- Făget
- Piedimonte Matese, dal 2013[9]

### Altre informazioni amministrative
La sede comunale è nella frazione di Trescine.
Il comune fa parte della Comunità montana Partenio - Vallo di Lauro.